# Джэксборо (Техас)
Джэксборо (англ. Jacksboro) — город в США, расположенный на севере штата Техас, административный центр округа Джэк. По данным переписи за 2010 год число жителей составляло 4511 человек, по оценке Бюро переписи США в 2017 году в городе проживало 4357 человек.

## История
Первые поселенцы, привлечённые выгодными предложениями Техасского управления эмиграции и землепользования (англ. Texas Emigration and Land Office), поселились в регионе в середине 1850-х годов. Изначально город назвали Мескитвилл. В 1858 году город был выбран административным центром округа Джэк и переименован в Джэксборо в честь ветеранов Техасской революции братьев Уильяма и Патрика Джэк. В 1859 году в Джэксборо открылось почтовое отделение.
Джэксборо, находившийся в одном из немногих округов, не поддержавших отделение от Техаса во время Гражданской войны, стал самым западным из оставшихся в Техасе после войны. В 1870 году было завершено строительство крепости Флот-Ричардсон к югу от города. Форт помог обезопасить Джэксборо от набегов индейцев. В 1871 году город получил известность после того, как в нём прошел суд над вождями индейцев Кайова Сатантой и Большим Деревом за убийство. В те годы в городе работали три мельницы, кирпичный завод, хлопкоочистительная машина, две церкви, школа, выходила газета Jacksboro Frontier Echo.
В 1898 году в Джэксборо пришла железная дорога Chicago, Rock Island, and Texas Railroad, а в 1910 построили железную дорогу Gulf, Texas, and Western. Город стал крупным транспортным центром региона. Позже статус города был укреплён построенными автомобильными дорогами. В 1920-х годах в регионе нашли нефть, и обслуживание нефтяных месторождений стало дополнительной статьёй доходов помимо сельского хозяйства.

## География
Джэксборо находится в центральной части округа, его координаты: 33°13′24″ с. ш. 98°09′33″ з. д..
Согласно данным бюро переписи США, площадь города составляет около 21,1 км2, из которых около 18,8 км2 занято сушей, а примерно 2,3 км2 — водная поверхность.

### Климат
Согласно классификации климатов Кёппена, в Джэксборо преобладает влажный субтропический климат (Cfa).
| Показатель                    | Янв.  | Фев.  | Март | Апр. | Май  | Июнь | Июль | Авг. | Сен. | Окт. | Нояб. | Дек.  | Год   |
| ----------------------------- | ----- | ----- | ---- | ---- | ---- | ---- | ---- | ---- | ---- | ---- | ----- | ----- | ----- |
| Абсолютный максимум, °C       | 33,3  | 34,4  | 37,2 | 37,8 | 40   | 45   | 43,3 | 44,4 | 43,9 | 39,4 | 32,8  | 30,6  | 45    |
| Средний суточный максимум, °C | 13,6  | 16    | 20,3 | 25,3 | 28,8 | 32,9 | 35,6 | 35,7 | 31,5 | 26,2 | 19,5  | 14,8  | 25    |
| Средняя температура, °C       | 6,8   | 9,1   | 13,2 | 18,4 | 22,4 | 26,7 | 29   | 28,9 | 24,8 | 19,2 | 12,7  | 8     | 18,3  |
| Средний суточный минимум, °C  |       | 2,2   | 6,1  | 11,4 | 16,1 | 20,4 | 22,6 | 22,2 | 18,1 | 12,3 | 5,9   | 1,3   | 11,6  |
| Абсолютный минимум, °C        | −19,4 | −15,6 | −15  | −2,8 | 0,6  | 9,4  | 13,3 | 12,8 |      | −5,6 | −8,9  | −21,7 | −21,7 |
| Норма осадков, мм             | 37    | 45    | 58   | 80   | 112  | 85   | 56   | 50   | 83   | 85   | 48    | 41    | 780   |
| Источник: weatherbase.com     |       |       |      |      |      |      |      |      |      |      |       |       |       |

## Население
Согласно переписи населения 2010 года в городе проживало 4511 человек, было 1322 домохозяйства и 879 семей. Расовый состав города: 80 % — белые, 7,2 % — афроамериканцы, 0,8 % — 
коренные жители США, 0,5 % — азиаты, 0 % — жители Гавайев или Океании, 10,5 % — другие расы, 1 % — две и более расы. Число испаноязычных жителей любых рас составило 19,9 %.
Из 1322 домохозяйств, в 35,2 % живут дети младше 18 лет. 49,5 % домохозяйств представляли собой совместно проживающие супружеские пары (22,5 % с детьми младше 18 лет), в 11,6 % домохозяйств женщины проживали без мужей, в 5,4 % 
домохозяйств мужчины проживали без жён, 33,5 % домохозяйств не являлись семьями. В 29,9 % домохозяйств проживал только один человек, 15,6 % составляли одинокие пожилые люди (старше 65 лет). Средний размер домохозяйства составлял 2,55 человека. Средний размер семьи — 3,18 человека.
Население города по возрастному диапазону распределилось следующим образом: 23,8 % — жители младше 20 лет, 34,4 % находятся в возрасте от 20 до 39, 29,3 % — от 40 до 64, 12,8 % — 65 лет и старше. Средний возраст составляет 35 лет.
Согласно данным опросов пяти лет с 2012 по 2016 годы, медианный доход домохозяйства в Джэксборо составляет 41 525 долларов США в год, медианный доход семьи — 49 875 долларов. Доход на душу населения в городе составляет 21 287 долларов. Около 13 % семей и 16 % населения находятся за чертой бедности. В том числе 19,1 % в возрасте до 18 лет и 4,5 % старше 65 лет.

## Местное управление
Управление городом осуществляется мэром и городским советом, состоящим из 5 человек. Мэр и все члены городского совета выбираются всем городом сроком на два года каждый.
Другими важными должностями, на которые происходит наём сотрудников, являются:
- Сити-менеджер
- Городской секретарь
- Шеф полиции
- Шеф пожарной охраны
- Городской юрист
- Муниципальный судья

## Инфраструктура и транспорт
Основными автомагистралями, проходящими через Джэксборо, являются:
- автомагистраль 281 США идёт с севера от города Уичито-Фолс на юг к Стивенвиллу.
- автомагистраль 380 США Техас идёт с востока от Грейама на запад к Декейтеру.
- автомагистраль 59 штата Техас начинается в Джэксборо и идёт на северо-восток к Монтейгу.
- автомагистраль 114 штата Техас идёт с северо-запада от Симора и идёт на юго-восток к Далласу.
- автомагистраль 148 штата Техас начинается в Джэксборо и идёт на север к Хенриетте.
- автомагистраль 199 штата Техас начинается в Джэксборо и идёт на юго-восток к Форт-Уэрту.

В городе располагается муниципальный аэропорт Джэксборо. Аэропорт располагает одной взлётно-посадочной полосой длиной 981 метр. Ближайшим аэропортом, выполняющим коммерческие рейсы, является муниципальный аэропорт Уичито-Фолс. Аэропорт находится примерно в 100 километрах к северу от Джэксборо.

## Образование
Город обслуживается независимым школьным округом Джэксборо.

## Экономика
Согласно финансовому отчёту города за 2016-2017 финансовый год, Джэксборо владел активами на $19,8 млн, долговые обязательства города составляли $8,5 млн. Доходы города составили $5,89 млн, расходы города — $6,17 млн .
Основными работодателями в городе являются:
| Работодатель                               | Число работников |
| ------------------------------------------ | ---------------- |
| Corrections Corp. of America               | 250              |
| Crest Pumping Technologies                 | 187              |
| Независимый школьный округ Джэксборо       | 175              |
| Округ Джэк                                 | 80               |
| Госпиталь Faith Community                  | 70               |
| Центр здоровья Джэксборо                   | 41               |
| Город Джэксборо                            | 35               |
| Geer Tank Trucks                           | 33               |
| Renewable Energy Services of America, Inc. | 30               |
| Jacksboro National Bank                    | 25               |
| First National Bank                        | 25               |

## Отдых и развлечения
Рядом с городом располагается озеро Джэксборо, популярное место рыбалки и отдыха, а также исторический парк штата Форт-Ричардсон.
Ежегодно в Джэксборо проходит фестиваль Mesquiteville Days.

## Галерея
- Здание суда округа Джэк
- Здание Хесс в городе
- Исторический центр Джэксборо
- Гостиница Fort Richardson
- Исторические здания города